# Alfred Grévin

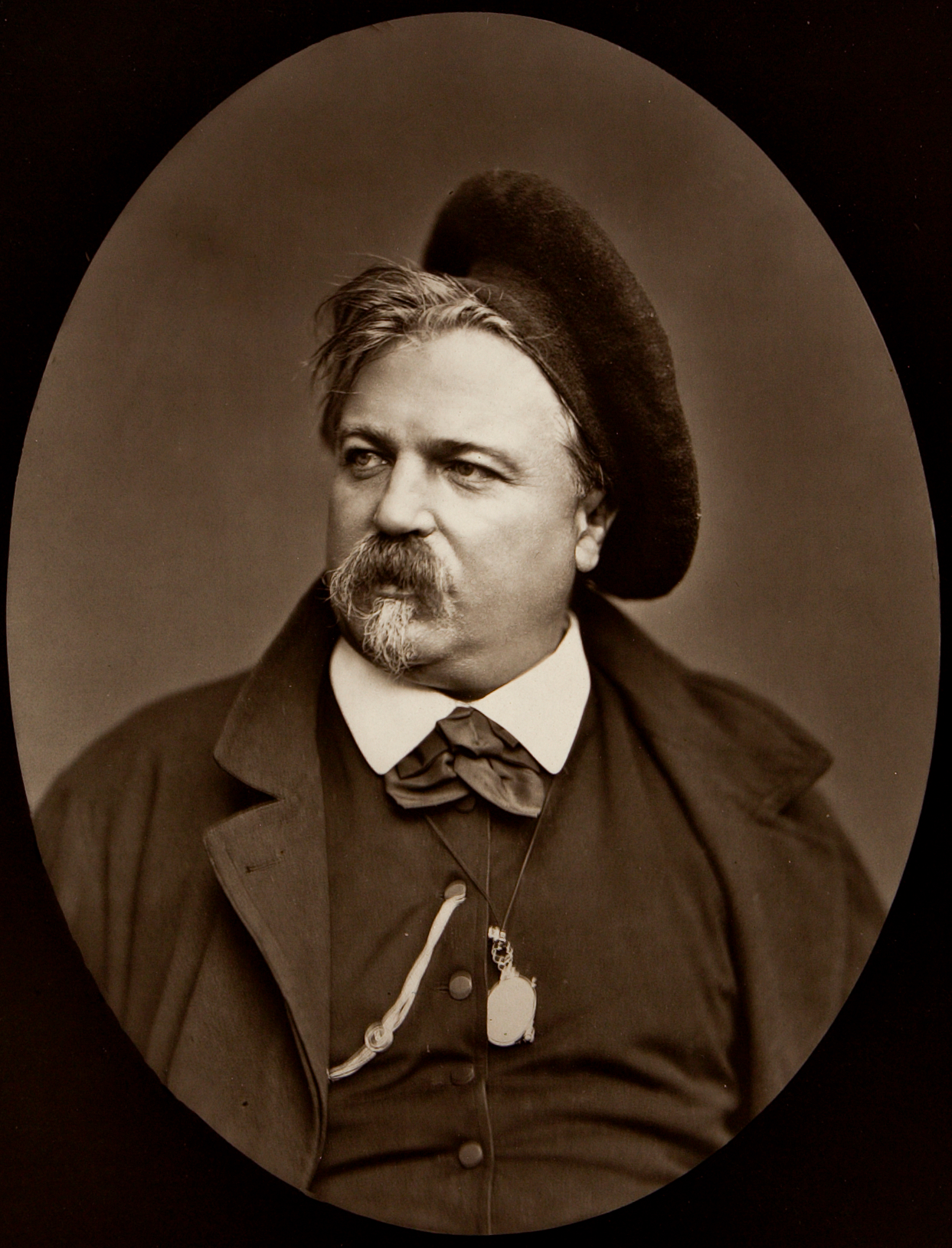
Alfred Grévin

Alfred Grévin (* 28. Januar 1827 in Épineuil; † 1892 in Saint-Mandé) war ein französischer Bildhauer, Karikaturist und Maler von Theaterkostümen. Er gründete im Jahr 1882 mit dem Journalisten Arthur Meyer das Musée Grévin, das Pariser Wachsfigurenkabinett. Als Karikaturist arbeitete er unter anderem für die Satirezeitschrift La Revue Comique.